# 데이비드 린치
데이비드 키스 린치(David Keith Lynch, 1946년 1월 20일~2025년 1월 15일)는 미국의 영화 감독, 영화 각본가, 영화 프로듀서, 화가. 음악가, 작가이다. 그는 영화 《엘리펀트 맨》, 《블루 벨벳》, 《멀홀랜드 드라이브》로 아카데미 감독상 후보에 3회 올랐고, 《엘리펀트 맨》으로는 각본상 후보에도 올랐다. 린치는 베네치아 영화제 황금 사자상을 수상하였고, 그의 작품 《광란의 사랑》으로 칸 영화제에서는 황금 종려상을 수상하였다.
데뷔작 《이레이저 헤드》를 통해 컬트영화 감독으로 주목을 받았다.

## 작품
- 1978년 《이레이저 헤드》
- 1980년 《엘리펀트 맨》
- 1984년 《듄》
- 1986년 《블루 벨벳》
- 1990년~1991년 《트윈 픽스》 (TV 시리즈)
- 1990년 《광란의 사랑》
- 1992년 《트윈 픽스》 (영화)
- 1996년 《뤼미에르와 친구들》
- 1997년 《로스트 하이웨이》
- 1999년 《스트레이트 스토리》
- 2001년 《멀홀랜드 드라이브》
- 2002년 《토끼》
- 2006년 《인랜드 엠파이어》

## 가족
- 배우자
  - 페기 렌츠(1968년~1974년; 이혼)
  - 메리 피스크(1977년~1987년; 이혼)
  - 메리 스위니(2006년~2007년; 이혼)
  - 에밀리 스토플(2009년~2023년; 별거)
- 동거인: 이사벨라 로셀리니(1986년~1991년)
- 자녀: 제니퍼 린치(딸) 포함 4명